# Cestui que
Cestui que (também cestuy que) é uma versão abreviada de "cestui a que use le feoffment fuit fait," literalmente, "A pessoa a quem a enfeudação foi feita." É uma frase do Direito francês de invenção inglesa medieval, que aparece nas frases legais cestui que trust, cestui que use ou cestui que vie.
É comumente pronunciada como "Setty-Kay" ou "Sesty-Kay. Segundo Roebuck, o "Cestui que use" é pronunciado "Yuce setticky". "Cestui que use" e "cestui que trust" são mais ou menos intercambiáveis. Em alguma literatura medieval, a frase é vista como cestui a que.
O "cestui que use" é a pessoa para cujo benefício a fiducia é criada. O "cestui que trust" é a pessoa que tem direito ao rendimento, ao contrário dos bens jurídicos. Assim, se a terra é concedida para o uso de A. em fiducia para B., B. é "cestui que trust", sendo A. o administrador, o fiduciário.
O "cestui que use" e o "cestui que trust" foram enraizados no Direito medieval, e tornou-se um método legal para evitar os incidentes (pagamentos) feudais (medievais), para um Senhor, deixando a terra para a utilização de outra, que não deve nada ao Senhor. A lei de "cestui que" tende a adiar a competência dos tribunais de equidade, por oposição aos tribunais de direito comum. O "cestui qui" foi muitas vezes utilizado por pessoas que poderiam estar ausentes do reino por um tempo prolongado (como numa cruzada, numa viagem de negócios), e que manteve contrato de arrendamento da terra, e incidentes devido a um Senhor feudal. A terra podia ser deixada para o uso de um terceiro, que não devia nada para com o Senhor.
Este estatuto jurídico também foi inventado para contornar o Estatuto de Mortmain. Esse estatuto foi destinado a pôr termo à prática relativamente comum de deixar a propriedade real para a Igreja, no momento da morte do proprietário. Sendo que a Igreja nunca morria, a terra nunca deixou a "mão morta" ("Mortmain" ou Igreja). Uma explicação alternativa de "mortmain" é a de que um proprietário de gerações anteriores ainda estava anos ditando o uso da terra após a morte, deixando-o à Igreja. Daí o termo "mão morta". Antes do Estatuto de Mortmain, grandes quantidades de terra foram legadas à Igreja, que nunca renunciou a isso. Isso foi, em contraposição, às terras de tamanho comum que poderiam ser herdada por uma linhagem da família ou revertidas a terras para um Senhor ou para a Coroa, por morte do arrendatário. As terras da Igreja tinham sido uma fonte de discórdia entre a Coroa e a Igreja durante séculos. o "cestui que use" permitiu que as ordens religiosas que habitem a terra, enquanto o título residia numa empresa de advogados ou outras entidades, que nominalmente tinha qualquer relação com a Igreja.
A longo prazo, principalmente devido à sua complexidade, foi praticamente anulada no direito moderno pelo de "beneficiário", e a lei geral das relações de confiança.